# Amaranth
Pour les articles homonymes, voir Amaranthe.
Singles de Nightwish
Eva
(2007) Erämaan Viimeinen
(2007)
Amaranth est l'un des singles issus de l'album Dark Passion Play du groupe de metal symphonique finlandais Nightwish. Il est sorti le 24 août 2007. Le clip a été tourné à Los Angeles et a été réalisé par Antti Jokinen. Il est inspiré par un célèbre tableau finlandais (de Hugo Simberg) appelé L'Ange blessé.

## Classements hebdomadaires
| Classement (2007)                  | Meilleure position |
| ---------------------------------- | ------------------ |
| Allemagne (GfK Entertainment)      | 16                 |
| Autriche (Ö3 Austria Top 40)       | 30                 |
| Danemark (Tracklisten)             | 4                  |
| Espagne (PROMUSICAE)               | 1                  |
| Finlande (Suomen virallinen lista) | 1                  |
| France (SNEP)                      | 62                 |
| Italie (FIMI)                      | 10                 |
| Pays-Bas (Single Top 100)          | 47                 |
| Royaume-Uni (UK Rock Chart)        | 1                  |
| Suède (Sverigetopplistan)          | 13                 |
| Suisse (Schweizer Hitparade)       | 14                 |